# Limonium papillatum
Espèce
Synonymes
- Statice papillata Webb & Berthel.[2]

Limonium papillatum est une espèce de plantes de la famille des Plumbaginaceae et du genre des Limonium. 